# عبد الرحيم ملوح
عبد الرحيم ملّوح (أبو شريف; 23 أغسطس 1945 - 23 ديسمبر 2020) هو سياسي فلسطيني وعضو المكتب السياسي للجبهة الشعبية لتحرير فلسطين، وكان عضوًا في اللجنة التنفيذية لمنظمة التحرير الفلسطينية منذ عام 1991 حتى 2018.

## حياته
وُلد عبد الرحيم محمود ملّوح في قرية أبو كشك قضاء مدينة يافا بتاريخ 23 أغسطس (آب) 1945، وكان قد لجأ مع عائلته بعد نكبة 1948 إلى قرية الجفتلك في مدينة أريحا. درس في مدرسة الجفتلك التابعة لوكالة الأمم المتحدة لإغاثة وتشغيل اللاجئين الفلسطينيين (الأونروا)، وكان قد حصل على درجة البكالوريوس في التاريخ من جامعة بيروت العربية. انتقل إلى الكويت عام 1963، وانضم إلى جيش التحرير الفلسطيني في بغداد عام 1965، وكان يُكمل تعليمه في الأوقات المسائية. شارك في تأسيس الجبهة الشعبية لتحرير فلسطين في عام 1967، وكان قد أُصيب في معركة الكرامة في مارس (آذار) 1968.
يُعد عضوًا في المكتب السياسي للجبهة الشعبية لتحرير فلسطين، ونائب رئيس الجبهة الشعبية وعضو في اللجنة التنفيذية لمنظمة التحرير الفلسطينية منذ عام 1991 حتى 2018. سمحت لهُ إسرائيل بالعودة إلى الضفة الغربية في عام 1999. أيضًا هو رئيس الدائرة السياسية التابعة للجبهة الشعبية لتحرير فلسطين عام 2000، كما شارك في الانتخابات بمنصب الأمين العام بعد اغتيال أبو علي مصطفى في أكتوبر (تشرين الأول) 2001، وكان قد فاز أحمد سعدات بمنصب الأمين العام آنذاك، فأصبح عبد الرحيم نائبًا لرئيس الجبهة الشعبية لتحرير فلسطين.
كان قد اعتُقل في الأردن بين عامي 1977-1978، واعتقلته السلطات الإسرائيلية في يونيو (حزيران) 2002، حيث سجّن في سجن عوفر الصحراوي، وأمضى سبعة أعوامٍ في السجن، وكان خلال هذه الفترة قد ساهم في صياغة وثيقة الوفاق الوطني والتوقيع عليها عام 2006. اعتقلته السلطات الإسرائيلية مجددًا في بداية عام 2007، وحُكم عليه بالسجن لمدة عامين.
يُذكر أنَّ عبد الرحيم ملوح مُتزوج ولديه ثلاثة أولاد وبنت.

## آراؤه
كان عبد الرحيم ملوح قد وضع مجموعةً من الدراسات المتعلقة بالعمل الوحدوي الفلسطيني، كما كَتَبَ في العديد من الصحف والمجلات العربية خصوصًا مجلة الهدف الناطقة باسم الجبهة الشعبية لتحرير فلسطين. تذكر المصادر أنهُ «كان يتبنى الأيديولوجيا الماركسية اليسارية، ويؤمن بأن المستقبل يحمل النصر للشعب الفلسطيني وقضيته، إلا أن مجمل الأوضاع الفلسطينية الداخلية وفي المحيط العربي تجعل من الصعب تحقيق إنجازات كبيرة تقود إلى الحرية في هذه المرحلة»، ويرى أنَّ «اتفاق أوسلو شكل كارثة حقيقة للقضية الفلسطينية، كونه يتناقض مع طموحات الفلسطينيون ونضالاتهم، وأصبحت الحياة الفلسطينية بعد توقيعه أسوأ مما كانت عليه من قبل، ويُحمِّل حركة حماس ثم حركة فتح مسؤولية الانقسام، ويرى أن المستفيد الأول والأخير منه هو الاحتلال الإسرائيلي، داعيًا حركتي حماس وفتح إلى تنحية صراعاتهما جانبًا، والعمل على تحقيق المصالحة الوطنية»، كما «يعتقد أنَّ حق الفلسطينيين في الدفاع عن أنفسهم وأرضهم حق مشروع وثابت، معتبرًا أنَّ كل وسائل المقاومة مشروعه في مواجهة الاحتلال، ويرى بأنَّ منظمة التحرير الفلسطينية هي الممثل الشرعي والوحيد للفلسطينيين، ما يستوجب المحافظة على مؤسساتها وتطويرها حتى تتمكن من استيعاب كافة الأطياف والأحزاب السياسية داخلها».

## وفاته
تُوفي عبد الرحيم ملوح في 23 ديسمبر (كانون الأول) 2020 ميلاديًا المُوافق 8 جمادى الأولى 1442 هجريًا عن عمرٍ ناهز 75 عامًا، وذلك بعد معاناة طويلةٍ مع المرض. ودُفن في مقبرة الشهداء بمدينة البيرة في 24 ديسمبر (كانون الأول) 2020.

## وصلات خارجية
- أكثر من سؤال - عبد الرحيم ملوح على يوتيوب عبر وكالة معا الإخبارية في 26 سبتمبر (أيلول) 2013